# 伊尔瑟·保利斯
伊尔瑟·保利斯（荷蘭語：Ilse Paulis，1993年7月30日—），荷兰女子赛艇运动员。她曾代表荷兰参加2016年和2020年夏季奥林匹克运动会赛艇比赛，其中在2016年奥运会收获一枚金牌，2020年奥运会收获一枚铜牌。